# Невен
Невен (Calendula) е род растения от семейство сложноцветни. Около 20 вида, разпространени в Средна Европа и Средиземноморието. Едногодишни цветя с жълт до яркооранжев цвят. Често се споменава в индийската религиозна и популярна култура. Името му на български означава буквално „не вехна“ (диал. „не вена“).
Едногодишно тревисто растение. Корен – вретеновиден. Стъбло изправено, 20 – 50 см. високо, силно разклонени, покрито с жлезисти власинки. Листа – прости, последователни, едри, целокрайни, сиво-зелени, покрити с редки власинки, долните лапатовидни, на дръжки, горните линейно-ланцетни до тяснообратнояйцевидни.пруседнали. Цветовете – жълти до оранжеви, тръбести инезичести, събрани в съцветие кошничка. Кошничките – многобройни, 3 – 5 см. в диаметър, разположени по върховете на разклоненията. Плодове – белезникавосиви, дъговидно изводи плодосемки, до 1 см. дълги, с брадавичеста повърхност. Растениети цъфти обилно от юли до септември. Съдържа флаваноиди, етерично масло, смоли, слузни вещества, каротиноиди и др.
Невенът е познат като лечебно средство още от Древна Гърция. И до днес настойка от невен помага при заболявания на черния дроб и против спазми на вътрешните органи. Любим на мързеливите домакини, защото семената, които образува в периода на цъфтеж се запазват през зимата и рано на пролет покълва по подобие на плевелните растения. Обича яркото слънце и влагата в почвата. Цъфти от началото на юни до падането на първите снегове. Видът Calendula officinalis се чувства най-добре в смесени бордюри. Не са създадени хибридни форми.
В козметиката се използва при производство на шампоани и кремове на растителна основа. Помагат и като мехлем за ставни наранявания.

## Други
На невена е наречена улица във вилна зона „Горна баня“ в София (Карта).